# Halloween (phim 2007)
Halloween (ở Việt Nam được biết với tựa đề Lễ hội kinh hoàng hay Bệnh sát nhân) là bộ phim kinh dị - tâm lý năm 2007 của đạo diễn Rob Zombie, người đã làm đạo diễn phim The Devil's Rejects và House of 1000 Corpses. Đây là phim làm lại từ bộ phim bản gốc cùng tên năm 1978, là phim thứ 9 trong loạt phim kinh dị Halloween của tên sát nhân tâm thần Michael Myers.
Khán giả sẽ được xem lại những hình ảnh thời thơ ấu của Michael Myers, từ lúc hắn giết thú vật đến giết người rồi bị đưa vào bệnh viện tâm thần. Câu khẩu hiệu chính của Halloween là "Evil Has A Destiny" có nghĩa là "Quỷ dữ có số phận".

## Nội dung phim
Vào ngày Halloween năm 1992 tại thị trấn Haddonfield, Illinois, cậu bé 10 tuổi bị tâm thần phân liệt tên Michael Myers đã giết chết một học sinh bắt nạt mình, chị gái cậu là Judith, bạn trai cô ta là Steve Haley và bạn trai mẹ cậu là Ronnie White. Michael chỉ tha mạng cho cô em gái sơ sinh của mình. Cậu bị kết tội giết người cấp độ một và được đưa vào Bệnh viện tâm thần Smith's Grove dưới sự chăm sóc của Tiến sĩ Samuel Loomis. Michael ban đầu có vẻ hợp tác với Loomis, mẹ cậu là Deborah thường xuyên đến thăm cậu. Một thời gian sau, Michael thích làm mặt nạ, sống tách biệt và xa lánh những người xung quanh, kể cả mẹ mình. Sau khi tận mắt chứng kiến Michael giết một y tá, Deborah bị sốc và về nhà tự sát.
Mười lăm năm sau, năm 2007, Michael tiếp tục đeo mặt nạ và không nói chuyện với mọi người. Loomis đã điều trị cho Michael trong nhiều năm và bây giờ phải từ bỏ hắn. Đến một đêm, Michael giết các lính gác và nhân viên rồi trốn thoát khỏi Smith's Grove. Sau đó hắn giết một tài xế xe tải để cướp bộ quần áo của anh ta và trở về Haddonfield. Ngày Halloween, Michael về lại căn nhà thời thơ ấu của mình nay đã bị bỏ hoang, lấy cái mặt nạ và con dao bếp mà hắn giấu dưới sàn nhà vào đêm Halloween năm xưa.
Laurie Strode cùng với hai người bạn thân là Annie Brackett và Lynda Van Der Klok chuẩn bị cho lễ Halloween. Cả ngày hôm đó, Laurie chứng kiến Michael theo dõi cô từ xa. Buổi tối, Lynda hẹn hò với bạn trai tại căn nhà bỏ hoang của Michael. Michael giết cặp đôi này rồi đến nhà gia đình Strode, sát hại bố mẹ của Laurie. Loomis biết tin Michael đã trốn thoát liền lên đường đến Haddonfield để tìm hắn. Sau khi mua một khẩu súng, Loomis cảnh báo Cảnh sát trưởng Lee Brackett về tên sát nhân tâm thần. Brackett giải thích rằng Laurie chính là em gái của Michael, năm xưa cô được gia đình Strode nhận nuôi sau cái chết của Deborah.
Lúc này Laurie đang trông coi hai đứa trẻ là Tommy Doyle và Lindsey Wallace. Annie và bạn trai cô là hai nạn nhân tiếp theo bị Michael tấn công. Đưa Lindsey về nhà, Laurie thấy Annie bị thương nặng và gọi điện cầu cứu. Sau đó Michael đuổi theo Laurie về nhà gia đình Doyle. Loomis và Brackett nghe được cuộc gọi trên máy radio liền đến nhà gia đình Wallace. Trong khi đó, Michael đã giết hai sĩ quan cảnh sát đến giúp đỡ Laurie và hai đứa trẻ.
Michael bắt cóc Laurie và đưa cô về căn nhà cũ của họ. Michael cố gắng cho Laurie biết hắn là anh trai cô khi đưa ra bức ảnh cả hai lúc còn nhỏ. Laurie không hiểu Michael muốn nói gì, cô đâm hắn rồi cố gắng bỏ chạy. Loomis đến và bắn ba phát vào Michael nhưng vẫn không giết được hắn. Michael bắt Laurie vào trong căn nhà, hắn hạ gục Loomis khi ông thuyết phục hắn dừng tay lại. Laurie nhặt khẩu súng của Loomis và chạy lên tầng trên, Michael lao vào cô khiến cả hai rơi ra khỏi ban công. Laurie ngồi dậy bắn một phát vào mặt Michael rồi hét lên kinh hãi.

## Diễn viên
- Scout Taylor-Compton vai Laurie Strode / Angel Myers
- Malcolm McDowell vai Tiến sĩ Samuel Loomis
- Sheri Moon Zombie vai Deborah Myers
- Tyler Mane vai Michael Myers
- Daeg Faerch vai Michael Myers 10 tuổi
- Brad Dourif vai Cảnh sát trưởng Lee Brackett
- Danielle Harris vai Annie Brackett
- Kristina Klebe vai Lynda Van Der Klok
- Skyler Gisondo vai Tommy Doyle
- Jenny Gregg Stewart vai Lindsey Wallace
- Danny Trejo vai Lao công Ismael Cruz
- Hanna Hall vai Judith Myers
- William Forsythe vai Ronnie White
- Pat Skipper vai Mason Strode
- Dee Wallace vai Cynthia Strode
- Ken Foree vai Joe Grizzly